# Estádio Tivoli
O Estádio Tivoli, em Aachen, na Alemanha, é o estádio conhecido como Aachen's Football. O estádio é sede do Alemannia Aachen.
A construção do estádio foi iniciada em 1925. Inaugurado em 3 de Junho de 1928, tinha uma capacidade para 11 mil pessoas.
Após a II Guerra Mundial, Aachen foi forçado a jogar na Oberliga Ocidente e o estádio tornou-se muito pequeno. Em setembro de 1953 foi construída uma tribuna permanente, mas foi somente em 1957 que assentos foram adicionados à tribuna e instalada a iluminação para eventos noturnos. O novo estádio foi inaugurado no dia 28 de agosto de 1957, com um jogo contra o Barcelona. Mais cadeiras e áreas foram construídas.